# Matt Day
Matthew Day (Melbourne, 28 september 1971), ook wel bekend als Matt Day, is een Australische acteur en filmmaker.

## Biografie
Day werd geboren in Melbourne, Victoria. Op 11-jarige leeftijd verhuisde hij met zijn vader naar de Verenigde Staten. Daar ontwikkelde hij belangstelling voor het acteervak. Na zijn terugkeer naar Australië volgde hij een opleiding bij het St. Martins Youth Arts Centre in South Yarra.
Hij is getrouwd met journaliste Kirsty Thomson en woont in Sydney. Day en Thompson hebben twee zoons.

## Carrière
Day werd op 14-jarige leeftijd ontdekt en kort daarna gecast voor de rol van Paul Barton in de ABC-serie C/o The Bartons. Op zijn 17e, na het voltooien van zijn opleiding, verhuisde hij naar Sydney en werd hij gecast voor de tv-serie A Country Practice. Dit betekende zijn grote doorbraak.
Sindsdien heeft hij een reputatie opgebouwd als een van de vooraanstaande film-, tv- en theateracteurs van Australië. Hij speelde rollen in Australische tv-series en films als My Year Without Sex, Love and Other Catastrophies, Muriel's Wedding, Woody Allens Scoop en Kiss or Kill.
In 2017 won hij de 25e editie van het korte filmfestival Tropfest met zijn komische korte film The Mother Situation, die hij regisseerde en waarin hij meespeelt.

## Filmografie

### Films
- Muriel's Wedding (1994) - Brice Nobes
- Love and Other Catastrophes (1996) - Michael Douglas
- Dating the Enemy (1996) - Rob
- Kiss or Kill (1997) - Al Fletcher
- The Two-Wheeled Time Machine (1997, Short) - Henry Howard
- Doing Time for Patsy Cline (1997) - Ralph
- The Sugar Factory (1998) - Harris
- Muggers (2000) - Brad Forrest
- Scoop (2006) - Jerry Burke
- My Year Without Sex (2009) - Ross
- Dawn (2014) - John
- Touch (2015)
- Dance Academy: The Movie (2017) - Barrister Jeff Menzies
- Sweet Country (2017) - Judge Taylor[5]
- Reaching Distance (2018) - Martin

### Televisie
- c/o The Bartons (1988) - Paul Barton
- House Rules (1988)
- A Country Practice (1989–1993) - Julian 'Luke' Ross
- The Bob Morrison Show (1994) - Jake Duffy
- Snowy River: The McGregor Saga (1995) - Pete Reilly
- The Beast (1996) - Cosgrove
- Water Rats (1996) - Matthews
- Farscape (2000) - Councilor Tyno
- The Love of Lionel's Life (2000, TV Movie) - Lionel
- My Brother Jack (2001, TV Movie) - David Meredith
- The Green-Eyed Monster (2001, TV Movie) - Liam McGuire
- The Hound of the Baskervilles (2002, TV Movie) - Sir Henry Baskerville
- Shackleton (2002) - Frank Hurley
- And Starring Pancho Villa as Himself (2003, TV Movie) - John Reed
- Wild Down Under (2003) - Voice over
- Hell Has Harbour Views (2005, TV Movie) - Hugh Walker
- Hotel Babylon (2006) - Richard
- Spooks (2006) - Neil Sternin
- The Commander (2007, TV Movie) - Eric Thornton
- The Informant (2008, TV Movie) - Cameron Clifford
- Tangle (2009–2010) - Gabriel Lucas
- Underbelly: The Golden Mile (2010) - Sid Hillier
- Rake (2010–2018) - David Potter
- Paper Giants: The Birth of Cleo (2011) - Daniel Ritchie
- The Outlaw Michael Howe (2013, TV Movie) - Magistrate Robert Knopwood
- Love Child (2017) - Father Ross
- Wolf Creek (2017) - Brian
- Les Norton (2019) - Gecko

### Theater
- Black Rabbit, Playbox Theatre Company
- The Game of Love and Chance, New England Theatre Company
- Man of the Moment, Ensemble Productions Theatre, Sydney
- Six Degrees of Separation, Sydney Theatre Company, Sydney, 1998.
- Fred, Sydney Theatre Company, Sydney, 1999.
- Scarlett O'Hara At the Crimson Parrot, Arts Centre Playhouse, Melbourne, 2008.
- The Wonderful World of Dissocia, Sydney Theatre Company, Sydney, 2009.
- North By Northwest, Melbourne Theatre Company, Melbourne, 2015.

- Biblioteca Nacional de España: XX1416027
- Bibliothèque nationale de France: cb141697038 (data)
- Catàleg d'autoritats de noms i títols de Catalunya: 981058519152806706
- International Standard Name Identifier: 0000 0001 1476 7788
- Library of Congress Control Number: no2004097203
- Nationale Bibliotheek van Tsjechië: xx0150675
- Nationale Bibliotheek van Israël: 987009156712605171
- Virtual International Authority File: 85939357
- WorldCat: E39PBJmP97vdbyVFmjhxhBrcyd